# Fortune Dogs
Fortune Dogs (Cãezinhos de Sorte no Brasil) é um anime baseado na história em quadrinhos de mesmo nome criada por Shuji Kishihara e Yasuharu Tomono.
É a história de Freddy, um Bulldog Francês que veio ao mundo para cumprir uma missão muito importante - salvar a Árvore da Sorte.
Inicialmente, o pequeno Freddy nada sabe, começando sua jornada apenas por ter se perdido de sua dona, a menina Ai. No caminho de volta para casa, ele ganha alguns companheiros de viagem (Dach, Max e Cocco), além de conhecer outros cães, reencontrar-se com alguns dos filhotes que conviveram com ele no Canil Feliz e vencer muitos obstáculos. 
Na segunda parte, após ter se reencontrado com Ai, uma nova aventura começa e a história de Freddy apresenta o ciclo da Jornada do Herói, (Monomito) descrita pelo antropólogo Joseph Campbell em seu livro O Herói de Mil Faces.

## Personagens

### Cães
- Freddy/Alex (フレディー) - Bulldog Francês, cachorrinho que a menina Ai-chan adotou no Canil Feliz. Ela o chama de Alex, mas ele próprio escolheu para si o nome de Freddy, em homenagem ao herói canino do livro As Aventuras de Freddy.
- Airi - Setter Irlandês Ruivo, mora com a Princesa Tomiko e a Himechin
- Avô do Mook  - Old English Sheepdog
- Bernado - São bernardo, sábio que prediz que Freddy é um cachorro especial. Vive no povoado Taner junto com Jess e Kinta.
- B-chan - Beagle
- Bright - Spitz Japonês (?) macho, hóspede na clínica veterinária
- Bruto - Buldogue metido a besta, cheio de si, pensa que é o tal.
- Cammy (キャミー) - Cavalier King Charles Spaniel fêmea, participa de exposições caninas. Sua dona é uma senhora muito rica, que, apesar de tratá-la com carinho, não a deixa sair de casa, não a leva para passear. Dach se apaixona por ela.
- Cão policial - Schnauzer gigante - persegue os cães para prendê-los a mando dos humanos
- Cão policial - Dogue alemão, persegue os cães para prendê-los a mando dos humanos
- Cão policial - Dogue alemão, persegue os cães para prendê-los a mando dos humanos
- Cão policial - Pointer inglês, persegue os cães para prendê-los a mando dos humanos
- Cão policial - Pointer inglês, persegue os cães para prendê-los a mando dos humanos
- Chibiyama -  Chihuahua, filhote no Canil Feliz
- Cocco (コッコ) - Cocker Spaniel Americano, companheira de Freddy em parte de sua jornada. Seus donos, um casal jovem, têm um filhinho chamado Sachiko.
- Corocorone/Dom Coro (ドン・コロコローネ) - Buldogue. Seu dono (ou seu papai, como Coro gosta de chamá-lo), Panter, é ladrão de jóias; o próprio Coro tem ares de  mafioso... Ele é treinado para enganar o faro dos cães da polícia, após algum roubo realizado por Panter, que adora cães e trata muito bem o seu cachorro e qualquer amigo dele que apareça para uma visita - muita comida, e da boa! Conhece Freddy ainda quando está no Canil Feliz e mais tarde se reencontram. Apesar das circunstâncias, Freddy diz que sempre será seu amigo e Dom Coro retribui esta amizade.
- Dach (ドッチ) - Dachshund (ou Teckel), companheiro de Freddy em sua jornada,é namorador e especialista em cavar buracos; entre outras coisas, ensina a Freddy como interagir com humanos e a mostrar a barriga para um outro cão quando se sentir ameaçado, dizendo que significa "fora daqui!" (na verdade, é um ato de total submissão...) É um cão que vive nas ruas e não quer saber de dono, após péssimas experiências - primeiro, foi abandonado por sua primeira dona (uma menina que o comprou por impulso em uma feira) numa noite chuvosa, no meio de uma estrada deserta (para Freddy, Dach contou outra história: tinha alguém que cuidava dele quando era pequeno, mas esta pessoa morreu e ele preferiu viver nas ruas); depois, com o menino Jack, meio bruto e desajeitado no trato com os animais. Apaixona-se por Cammy e vive implicando com Cocco (ainda que goste dela).
- Daltian (ダルジャ“) -  Dálmata fêmea
- Earnest (アーネスト) - Galgo afegão
- Edgar (エドガー) - Fox terrier de Pêlo Duro (?)
- Eiji (エージ) - Pastor-alemão, foi cão farejador da polícia; aposentado, foi adotado pelo dono do Canil Feliz. Sua melhor amiga é a gata Grace - que faz gato e sapato dele. Prediz que Alex é um cão especial.
- Freezer (フリーザー) - Husky siberiano, rival de Ryoma
- Himechin - Spaniel Japonês fêmea, mora com a Princesa Tomiko e o Airi.
- Jackie - Jack Russell Terrier, trabalha no Circo Arco-Íris; é um ótimo acrobata, mas muito bobinho e ingênuo. Seu dono (e companheiro de acrobacias) é o Capitão.
- Jess - Golden Retriever, mãe de Kinta; quando Maria, sua dona, morreu, foi expulsa de casa pelo viúvo dela, ficando com medo e raiva dos humanos. Vive no povoado Taner.
- Kinta - Golden Retriever macho, filho de Jess, adotado pelo menino Bob, vive no povoado Taner.
- Kitchen (キッチ) - Rough Collie macho
- Kosuke - Norwich Terrier, cãozinho farejador da Polícia, ajuda a caçar o "papai" criminoso de Dom Coro.
- Kowalski - Weimaraner,  "capanga" de Dom Coro, tem medo e ao mesmo tempo ama o "Chefinho".
- Labre - Labrador Retriever, ex-cão de resgate, trabalha como cão de terapia. Sua dona chama-se Loretta.
- Leão - Cão de Santo Humberto, o pai de seu dono é  arqueólogo.
- Lovely
- Marcô -  Maltês fêmea em tratamento na clínica veterinária.
- Martaff (マータフ) - Dobermann que não quer saber de Freddy e Dach em seu território; amigo de Cammy.
- Max (マックス) - Boxer, um dos cãezinhos no Canil Feliz, mais tarde companheiro de Freddy em sua jornada. Só pensa em comer; foi expulso de sua casa pela dona, pois era um péssimo cão de guarda - deixou um mesmo ladrão entrar duas vezes na residência, em troca de comida.
- Minich
- Mook  (ムック) - Old English Sheepdog da fazenda de Rogers, tem dificuldade em pastorear ovelhas.
- Noppe - Bull Terrier, "capanga" de Dom Coro, tem medo e ao mesmo tempo ama o "Chefinho", como ele o chama.
- Pai do Mook  - Old English Sheepdog, ferido seriamente em um ataque de coiotes, fica afastado do trabalho de pastorear as ovelhas da fazenda de Rogers.
- Pochi - SRD, se sente inferior por não ser de raça. Sempre  tristonho, não quer brincar com seu dono e seu narizinho vive escorrendo...
- Poppy -  Papillon filhote no Canil Feliz.
- Poron - Lulu da Pomerânia (ou Spitz alemão), filhote em tratamento na clínica veterinária.
- Princesa Tomiko - Shar-Pei; seu dono, um jovem motociclista, abandonou a casa onde morava (por motivo não explicado); Tomiko espera sua volta ansiosa - toda vez que escuta barulho de moto, corre para o portão na esperança de rever seu querido amigo, que costumava dizer que seus tesouros eram sua moto e Tomiko, além de Airi e Himechin.
- Pugbou - Pug capturado pelos cães policiais, pede ajuda a Freddy
- Rikyu - Akita Inu idoso que fica em frente à estação de trem esperando pacientemente o retorno de seu dono. História baseada no real Akita Hachiko, homenageado com duas estátuas no Japão (Tóquio e Odate).
- Ryoma (リョウマ) -  Tosa, cão idoso, ensinou Freddy como fazer pipi com a perninha levantada, cumprimentar outros cachorros, marcar territórios.
- Sábio - vive numa montanha (cujo topo tem uma bandeira com a cara de um cachorro, e numa das faces, outra cara de cachorro esculpida na pedra); Dom Coro procura sua ajuda quando seu amado papai o abandona.
- Sanbe - Welsh Corgi Pembroke, cãozinho sábio, não fala, se comunica apenas pelo pensamento e sabe que Freddy é especial. Sua dona chama-se Loretta.
- sem nome - Pointer inglês (?), persegue o pequeno Jackie por este ter tentado roubar alguns ossos enterrados.
- Shetlan - Pastor de Shetland da menina Karen.
- Shibata - Shiba Inu apaixonado por Shina (que conheceu no Canil Feliz). Vive com sua dona, Alice, uma jovem artista de rua, fazendo malabarismos em feiras e praças; num certo mommento, tem que fazer uma escolha: seguir com sua dona Alice ou ficar com Shina.
- Sheena - Shih-Tzu fêmea, apaixonada por Shibata (que conheceu no Canil Feliz), vive com sua dona, uma senhora idosa.
- Shunaemon - Schnauzer Standard (?)
- Wang - Chow-chow - Cadela que mora na rua
- Wealthy - Spitz Japonês ou Samoieda (?)
- Welshy - filhote no Canil Feliz
- Whity (ホワイティ) - Poodle fêmea da fazenda de Rogers.
- Yoko - Yorkshire Terrier fêmea levada na clínica veterinária por sua dona, que fica muito brava com o veterinário por este dizer que ela dá comida demais para a cadelinha.
- Yupi -  robô
- Zenji - apaixonado pela gata Rainha.

### Gatos
- Grace - grande amiga de Eiji, o Pastor-alemão
- Rainha - gatinha por quem Zenji é paixonado

## Episódios
| #  | Título em português                                 |
| -- | --------------------------------------------------- |
| 1  | Um Encontro Predestinado                            |
| 2  | Um Adeus Inesperado                                 |
| 3  | Meu Segundo Amigo Dach                              |
| 4  | O Dia Livre de Kammy                                |
| 5  | O Perdido Freddy                                    |
| 6  | O Orgulho de um Cão Idoso                           |
| 7  | Meu Verdadeiro Amigo                                |
| 8  | O Reencontro com Max                                |
| 9  | Você Pode, Mook                                     |
| 10 | Um Vínculo Amistoso                                 |
| 11 | Corre, Fred                                         |
| 12 | O Caminho que Cocco Escolheu                        |
| 13 | Eu Não Sou Rocky                                    |
| 14 | A Aparição de Dom Corocorone                        |
| 15 | Até Breve                                           |
| 16 | O Fracasso de Pochi                                 |
| 17 | Max se Enfurece                                     |
| 18 | Vamos Procurar um Tesouro                           |
| 19 | Este é o Caminho que Shibata Escolheu?              |
| 20 | Adeus e Olá                                         |
| 21 | Quem é Yupi?                                        |
| 22 | Um Encontro Especial                                |
| 23 | Os Melhores Camaradas                               |
| 24 | O Cachorrinho que Estava Apaixonado por uma Gatinha |
| 25 | Jackie, O Cachorrinho Gênio                         |
| 26 | A Princesa Tomiko                                   |
| 27 | O Tesouro de Cocco                                  |
| 28 | Rikyu, O Cachorrinho em Frente à Estação            |
| 29 | A Valiosa Presença de Sanbe                         |
| 30 | Por Fim Voltamos a Nos Ver                          |
| 31 | Uma Nova Aventura                                   |
| 32 | Ânimo, Freddy                                       |
| 33 | O Valor Que Meus Amigos me Deram                    |
| 34 | A Decisão de Corocorone                             |
| 35 | As Palavras do Patriarca                            |
| 36 | O Segredo da Pedra Protetora                        |
| 37 | Freddy, O Cachorrinho Lendário                      |
| 38 | Salve a Árvore da Sorte                             |
| 39 | Bem Vindo à Casa, Freddy                            |